# Bullimus gamay

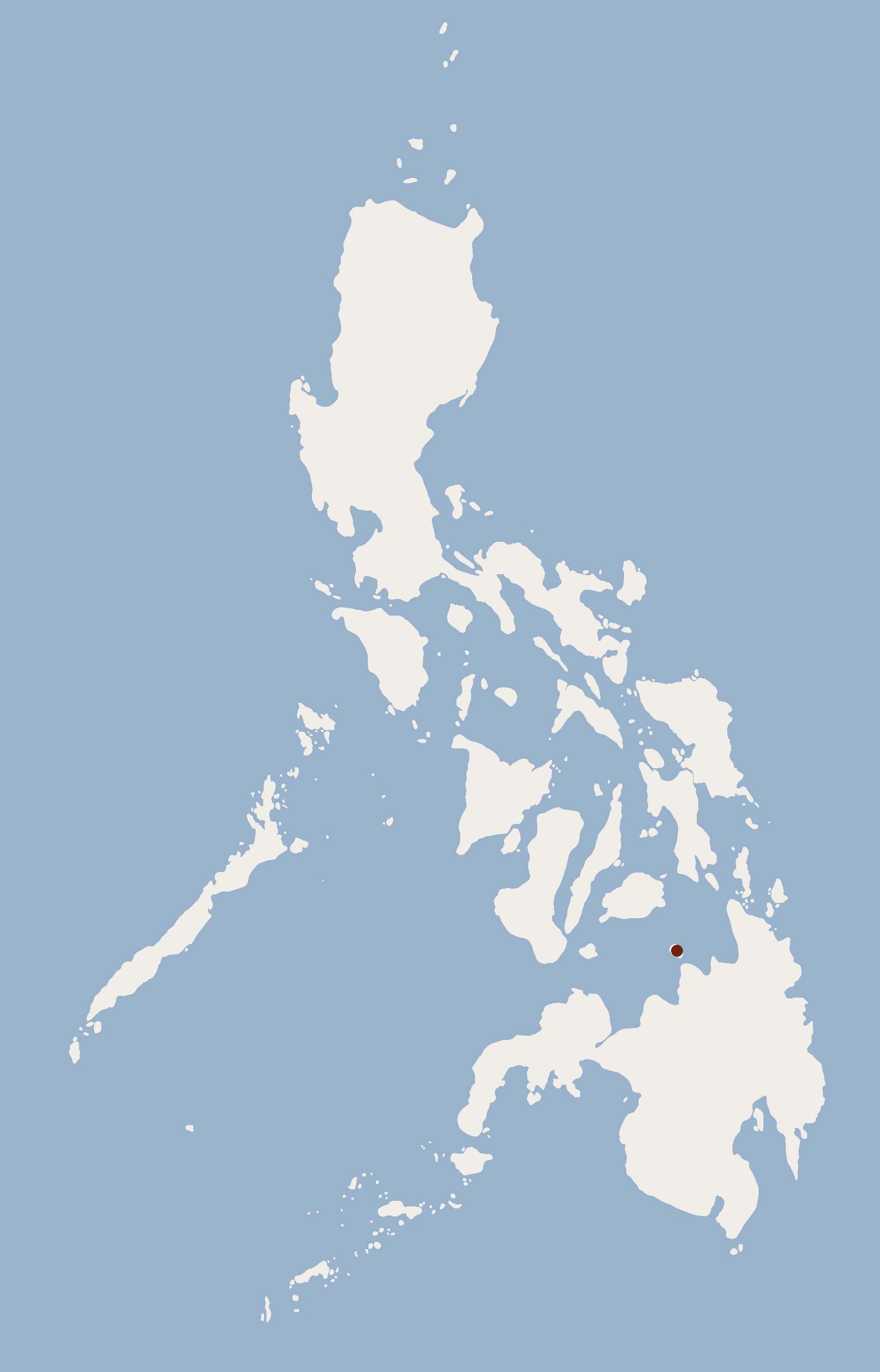

Bullimus gamay — вид мишоподібних гризунів родини мишеві (Muridae). 

## Поширення, екологія
Цей вид є ендеміком в Філіппінах і обмежується островами Каміґвін. Зустрічається і в гірських і мохових лісах і областях, які схильні до природного порушення, викликаного вулканами і зсувами. Цілком можливо, що вид залишається на нижніх висотних проживання, у тому числі на порушених землях. Діапазон висот від 1000 м до 1475 м.